# العلاقات الساموية الليبيرية
العلاقات الساموية الليبيرية هي العلاقات الثنائية التي تجمع بين ساموا وليبيريا.

## مقارنة بين البلدين
هذه مقارنة عامة ومرجعية للدولتين:
| وجه المقارنة                                              | ساموا                        | ليبيريا      |
| --------------------------------------------------------- | ---------------------------- | ------------ |
| المساحة (كم2)                                             | 2.84 ألف                     | 111.37 ألف   |
| عدد السكان (نسمة)                                         | 196.44 ألف                   | 4.73 مليون   |
| الكثافة السكانية (ن./كم²)                                 | 69.17                        | 42.47        |
| العاصمة                                                   | أبيا                         | مونروفيا     |
| اللغة الرسمية                                             | لغة إنجليزية، اللغة الساموية | لغة إنجليزية |
| العملة                                                    | تالا ساموي                   | دولار ليبيري |
| الناتج المحلي الإجمالي (بليون دولار)                      | 856.63 مليون                 | 2.16 مليار   |
| الناتج المحلي الإجمالي (تعادل القوة الشرائية) بليون دولار | 1.15 مليار                   | 3.76 مليار   |
| الناتج المحلي الإجمالي الاسمي للفرد دولار أمريكي          | 3.94 ألف                     | 455          |
| الناتج المحلي الإجمالي للفرد دولار أمريكي                 | 5.79 ألف                     | 842          |
| مؤشر التنمية البشرية                                      | 0.702                        | 0.430        |
| رمز المكالمات الدولي                                      | +685                         | +231         |
| رمز الإنترنت                                              | .ws                          | .lr          |
| المنطقة الزمنية                                           | ت ع م+13:00                  | 00           |

## منظمات دولية مشتركة
يشترك البلدان في عضوية مجموعة من المنظمات الدولية، منها:
| علم المنظمة | اسم المنظمة                                 | تاريخ انضمام ساموا | تاريخ انضمام ليبيريا |
| ----------- | ------------------------------------------- | ------------------ | -------------------- |
|             | مؤسسة التنمية الدولية                       | 28 يونيو 1974      | 28 مارس 1962         |
|             | مؤسسة التمويل الدولية                       | 28 يونيو 1974      | 28 مارس 1962         |
|             | منظمة حظر الأسلحة الكيميائية                | ?                  | ?                    |
|             | الأمم المتحدة                               | 15 ديسمبر 1976     | 2 نوفمبر 1945        |
|             | الاتحاد الدولي للاتصالات                    | 7 أكتوبر 1988      | 10 أكتوبر 1927       |
|             | منظمة الشرطة الجنائية الدولية               | ?                  | ?                    |
|             | البنك الدولي للإنشاء والتعمير               | 28 يونيو 1974      | 28 مارس 1962         |
|             | الاتحاد البريدي العالمي                     | ?                  | ?                    |
|             | المركز الدولي لتسوية المنازعات الاستشارية   | 25 مايو 1978       | 16 يوليو 1970        |
|             | وكالة ضمان الاستثمار متعدد الأطراف          | 27 سبتمبر 2002     | 12 أبريل 2007        |
|             | مجموعة دول أفريقيا والكاريبي والمحيط الهادئ | ?                  | ?                    |
|             | يونسكو                                      | 3 أبريل 1981       | 6 مارس 1947          |

## وصلات خارجية
- موقع وزارة الخارجية الليبيرية